# Christi-Himmelfahrts-Kirche (Potporanj)
Die Christi-Himmelfahrts-Kirche (serbisch Црква Вазнесења Христовог Crkva Vaznesenja Hristovog) ist eine serbisch-orthodoxe Kirche im Dorf Potporanj in der Gemeinde Vršac, im Bezirk Südbanat, Vojvodina, Republik Serbien. 
Das 1766 erbaute Gotteshaus ist der Christi Himmelfahrt geweiht und ist die Pfarrkirche der Pfarrei Potporanj im Dekanat Alibunar der  Eparchie Banat der serbisch-orthodoxen Kirche. 
Sie steht als Kulturdenkmal hoher Bedeutung unter Denkmalschutz (Nr. SK 1437).

## Geschichte
Die 1766 errichtete Himmelfahrtskirche ist eine der ältesten Kirchengebäude in Vojvodina nach der Siedlung der Serben nördlich der Save und der Donau.
1888 und 1934 fanden Renovierungsarbeiten statt. Das älteste Pfarrbuch stammt aus dem Jahr 1774.
Die Pfarrei ist zurzeit unbesetzt, betreut wird sie vom Priester Nebojša Marković aus Izbište. 

## Beschreibung
Die kleine, niedrige barocke Saalkirche enthält eine halbkreisförmige Apsis. Die Westfassade wird von einem Zwiebelturm gekrönt. Sie ist mit Pilastern verziert, die die Eingangstür einrahmen, sowie mit Voluten am ersten Stock. Die anderen Fassaden sind einfach mit Stabgesimsen verziert, die unter dem Dach laufen.
Die Ikonostase aus dem 19. Jahrhundert wurde von einem unbekannten Künstler hergestellt.